# Stazione di terra di New Norcia
La stazione di terra di New Norcia, abbreviata come DSA 1, da Deep Space Antenna 1, è una stazione di terra della rete ESTRACK del Centro europeo per le operazioni spaziali. È utilizzata per il tracciamento e la comunicazione con i veicoli spaziali durante il lancio, in orbita terrestre bassa, geostazionaria e nello spazio profondo. Si trova 10 chilometri a sud del paese di New Norcia, in Australia. Fa parte dell’ESTRACK Deep Space Network, la rete di stazioni di terra dell'ESA per lo spazio profondo.
Nella stazione è presente un'antenna parabolica dal diametro di 35 metri, chiamata NNO-1, capace di trasmissioni bidirezionali in banda S e X, dotata di trasmettitori da 2 e 20 chilowatt. L'antenna pesa più di 600 tonnellate ed è alta 40 metri. È in progetto l'espansione della frequenza di comunicazione alla banda Ka per l'utilizzo nelle missioni internazionali.
La costruzione della stazione è cominciata nel 2000 e l'apertura è stata il 5 marzo 2003. Il costo totale è stato di 28 milioni di euro.
L'11 febbraio 2016 è stata inaugurata una nuova antenna, dal diametro di 4,5 metri e denominata NNO-2, perché la stretta ampiezza del fascio dell'antenna da 35 metri causava problemi nell'acquisizione del segnale durante il lancio. La nuova antenna è progettata per comunicare con i veicoli spaziali al di sotto dei 100 000 km di altitudine. Nel dicembre 2019 è stata annunciata la costruzione di un'ulteriore antenna, denominata Deep Space Antenna 4, che potenzierà le capacità di comunicazione con le sonde spaziali.
La stazione di New Norcia è stata utilizzata in particolare per le missioni Rosetta e BepiColombo.
La stazione è dotata di un amplificatore da 20kW in CW Fornito da Rheinmetall italia SpA e realizzato da Microsis srl